# Kilwo
Kilwo est un village du Cameroun situé dans le département du Mayo-Tsanaga et la Région de l'Extrême-Nord.

## Population
Lors du troisième recensement général de la population et de l'habitat du Cameroun, le dénombrement de la population du village comptait 1 598 habitants donc 768 de sexe masculin et 803  de sexe féminin.

## Climat
Le climat de Kilwo est de type tropical d'altitude. Le mois d'Avril est le mois le plus chaud de l'année avec une température de 29,9 °C et celui de Août est le moins chaud avec 23,6 °C. La température annuelle moyenne est de 26,0 °C pour une précipitation annuelle moyenne de 879 mm.